# 단위정사각형

실평면의 단위정사각형

수학에서 단위정사각형(영어: unit square)은 한 변의 길이가 1인 정사각형이다. 특히 데카르트 평면에서의 단위정사각형은 주로 네 점 (0, 0), (1, 0), (0, 1), (1, 1)으로 이루어진 정사각형을 말한다.

## 같이 보기
- 단위원
- 단위정육면체
- 단위구